# Rumjana Zjeleva

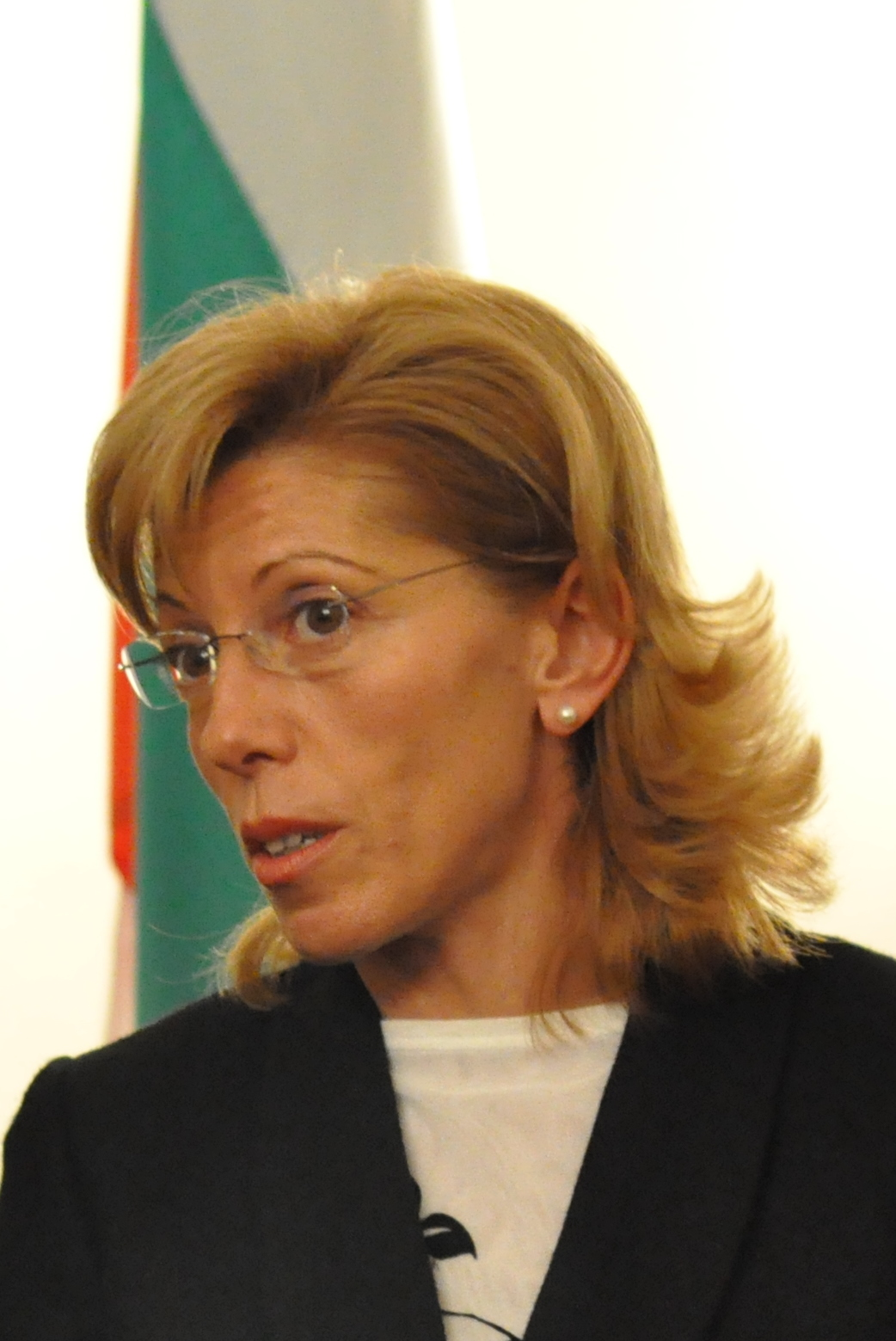
Rumjana Zjeleva

Rumjana Ruseva Zjeleva (bulgariska: Румяна Русева Желева), ibland Jeleva, född 18 april 1969 i Nova Zagora, är en bulgarisk politiker. Hon tillhör det liberal-konservativa partiet Medborgare för Bulgariens europeiska utveckling. 
Zjeleva har en doktorsexamen i sociologi från Otto-von-Guerickeuniversitet i Magdeburg. Hon var ledamot av Europaparlamentet 2007-2009 och ingick där i Europeiska folkpartiet. Sedan 2009 är hon Bulgariens utrikesminister. 
Zjeleva nominerades i november 2009 till EU-kommissionär i Kommissionen Barroso II med ansvar för humanitärt bistånd och krisberedskap. Efter kraftig kritik från Europaparlamentet, drog Zjeleva tillbaka sin kandidatur den 19 januari 2010 och meddelade också att hon lämnade posten som utrikesminister för Bulgarien.